# Las chicas de la Cruz Roja
Pour plus de détails, voir Fiche technique et Distribution.
Las chicas de la Cruz Roja est une comédie romantique musicale espagnole réalisée par Rafael J. Salvia et sortie en 1958.
Le thème musical du film, composé par Augusto Algueró, est devenu extrêmement populaire à l'époque.

## Synopsis
Julia (Luz Márquez), Paloma (Conchita Velasco), Isabel (Mabel Karr) et Marion (Katia Loritz) sont quatre amies issues de couches sociales et de situations très différentes. Mais elles sont unies par le fait qu'elles se portent volontaires pour parcourir Madrid avec une tirelire afin de collecter des dons pour la Croix-Rouge lors du « Día de la banderita », un événement annuel présidé par la reine d'Espagne et popularisé dans l'après-guerre. Tous les quatre aspirent également à établir une relation sentimentale qui leur permettra de fonder une famille.

## Fiche technique
- Titre original espagnol : Las chicas de la Cruz Roja[1],[2]
- Réalisateur : Rafael J. Salvia
- Scénario : Rafael J. Salvia, Pedro Masó
- Photographie : Alejandro Ulloa
- Montage : José Antonio Rojo (es)
- Musique : Augusto Algueró
- Décors : Enrique Alarcón (es)
- Production : Jesús Rubiera
- Société de production : Asturias Films
- Pays de production :  Espagne
- Langue originale : espagnol
- Format : Couleurs par Eastmancolor - 1,33:1 - Son mono - 35 mm
- Durée : 83 minutes
- Genre : Comédie romantique musicale
- Dates de sortie :
  - Espagne : 20 décembre 1958 (Madrid) ; 2 décembre 1958 (Barcelone)

## Distribution
- Antonio Casal (es) : Andrés
- Luz Márquez (es) : Julia
- Mabel Karr (es) : Isabel
- Concha Velasco :  Paloma
- Tony Leblanc : Pepe
- Katia Loritz (es) : Marion
- Arturo Fernández Rodríguez : Ernesto
- Milo Quesada : Hugo